# Лестадиус, Ларс Леви
Ларс (Лавре́нтий) Ле́ви (Леви́й) Леста́диус (швед. Lars Levi Læstadius; 10 января 1800 — 21 февраля 1861) — шведский проповедник, основатель лестадианства, ривайвелистского движения возрождения христианской этики и морали, одного из пиетистских направлений в лютеранстве. Его деятельность как проповедника была в значительной степени связана с саамским населением северной Швеции.
Лестадиус также известен как ботаник, внёсший большой вклад в изучение флоры Северной Европы.

## Биография
Лестадиус родился в шведской Лапландии, под Арьеплугом в западных гористых частях графства Норрботтен, самого северного в Швеции. Его отец зарабатывал на жизнь охотой, рыбной ловлей и собиранием смолы. Семья жила бедно, но с помощью сводного брата, который был пастором в Квикйокке, Ларс Леви поступил в Уппсальский университет в 1820 году, где он показал отличные результаты в обучении. Лестадиус проявлял большой интерес к ботанике и был назначен ассистентом департамента ботаники, одновременно продолжая изучение теологии. В 1825 году он был рукоположён в сан лютеранского пастора Эриком Абрахамом Алмквистом, епископом Хернёсанда.
Его первый приход был в Арьеплуге, где он стал региональным миссионером для округа Питео. C 1826 по 1849 он был викарием в приходе Каресуандо в шведской Лапландии, и затем служил в приходе Паяла в Норрботтене — с 1849 года до конца жизни. Родной язык Лестадиуса был шведский, но он также владел луле-саамским языком (диалектом). После года жизни в Каресуандо он выучил финский и северносаамский языки. Он обычно проповедовал на финском языке, так как это был самый распространённый язык в регионе, но при необходимости использовал для проповедей северносаамский и шведский языки.

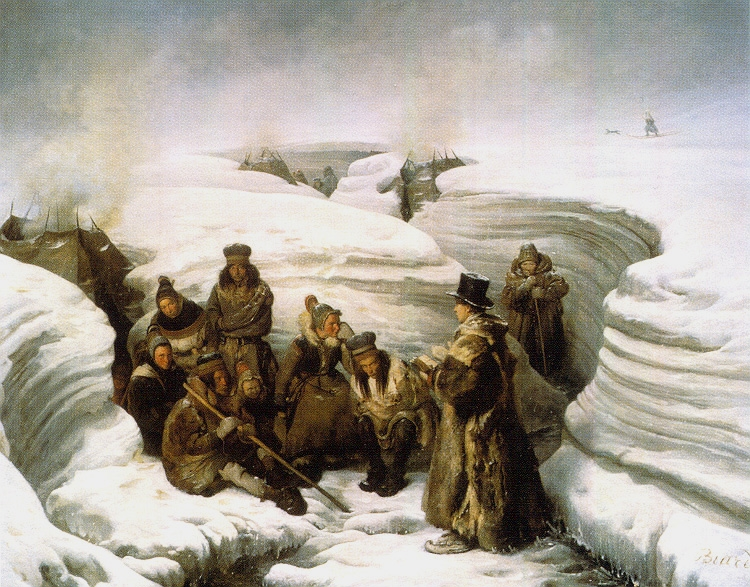
«Лестадиус читает проповедь саамам». Картина 1840 года французского художника Огюста Франсуа Биара (1799—1882)

Перед переездом в Каресуандо он женился на саамке Брите Кайсе Алстадиус. Вместе они воспитывали двенадцать детей.
В дополнение к своим пасторским обязанностям он продолжал интересоваться ботаникой и написал большое количество статей о растениях Лапландии. Он также принял участие в качестве ботаника во французской исследовательской экспедиции на землю саамов (1838—1840). По запросу экспедиции он также занимался исследованием саамской мифологии, однако эта работа не была издана среди трудов экспедиции, и много лет считалось, что рукопись Лестадиуса была потеряна. Заключительная часть рукописи была обнаружена только в 2001 году.

### Пробуждение
В 1844 году Лестадиус во время инспекционного тура в Оселе встретил в Емтланде в муниципалитете Круком женщину саами по имени Милла Клементсдоттер Фёллинге. Она принадлежала к ривайвелистскому движению, которое возглавлял пастор Пер Брандель в приходе Нура в муниципалитете Крамфорс в Онгерманланде. Она рассказала Лестадиусу о своём обращении к живой вере. Это произвело сильное впечатление на Лестадиуса. После этого он пережил духовный опыт получения прощения за свои грехи, что стало вдохновляющим фактором его пасторской деятельности.

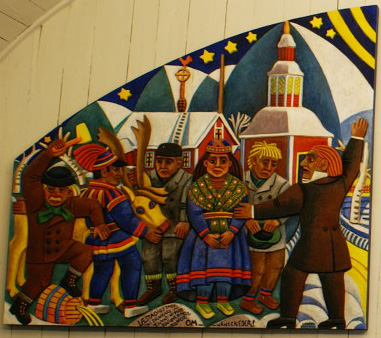
Ларс Леви Лестадиус обращается к народу.
Левое крыло алтаря в церкви Юккасъярви (20 км к востоку от Кируны). Работа художника Брора Юрта

Когда Лестадиус прибыл в Каресуандо, он столкнулся с проблемой повального алкоголизма местных жителей. В своих проповедях пастор начал резко высказываться о грехе алкоголизма. Его проповеди послужили началом Пробуждения в Лапландии. Случалось, что после них местные винокуры опрокидывали свои чаны с брагой и каялись. По настоящее время лестадиане — радикальные трезвенники.
Для укрепления своей позиции Лестадиус решил стать пробстом в округе Паяла. Чтобы получить эту должность, ему было необходимо сдать дополнительные экзамены в Хернёсанде, что он и сделал. В результате в 1849 году он стал пробстом в Паяле и инспектором лапландских приходов.
Радикальная проповедь христианской этики и морали Лестадиуса вместе с его способом выявления грехов прихожан вызвали, однако, сопротивление в Паяле, поэтому епископ в 1853 году решил, что там должны проводиться два различных собрания — одно для последователей Лестадиуса и второе для остальных жителей округа. Можно сказать, что в этот момент лестадианство стало самостоятельным движением. Вместе с тем, в отличие от многих других ривайвелистских движений, лестадианство никогда не отделялось от Церкви Швеции. Подобная ситуация сохраняется и до сих пор: ультра-консервативные общины лестадиан формально входят в либеральные лютеранские церковные деноминации Скандинавии.
Лестадиус умер в 1861 году. Его последователей первоначально возглавил ученик Лестадиуса Юхан Рааттамаа.
В настоящее время лестадианства придерживаются около 200 тысяч человек в Финляндии, Швеции, Норвегии, США и других странах.

## Ботаника
Лестадиус предпринял свою первую ботаническую поездку ещё будучи студентом. Позже Королевская шведская Академия наук предоставила ему средства для поездки в Сконе и шведскую Лапландию, чтобы изучить и сделать рисунки растений, которые потом должны были использоваться в работе по флоре Швеции.
Его заслуги в области ботаники имели международное признание: он был членом Эдинбургского ботанического общества и Уппсальского королевского научного общества.
В честь Лестадиуса названы следующие ботанические таксоны:
- род Laestadia Kunth ex Less. (1832) [syn.  Lestadia Spach (1841)][4], небольшой род из семейства Астровые (Сложноцветные), состоящий из пяти видов[5];
- виды:
  - Arctophila laestadii Rupr. (syn. Poa laestadii Rupr.), семейство Злаки
  - Carex laestadii Holmb., семейство Осоковые
  - Cerastium ×laestadianum H.Samzelius, семейство Гвоздичные
  - Epilobium laestadii Kytöv., семейство Кипрейные
  - Papaver laestadianum Nordh., семейство Маковые

## Лестадиус в литературе и искусстве
Лестадиус является одним из героев норвежского фильма 2008 года «Восстание в Каутокейно», его играет актёр Микаэль Нюквист.
Лестадиус является главным героем книги писателя Микаеля Ниеми «Сварить медведя».